# رود واژینکا
رود واژینکا (انگلیسی: Vazhinka)